# 러브 앤 레이지
《러브 앤 레이지》(Love & Rage)는 1999년 공개된 영국, 독일, 아일랜드의 영화이다.

## 출연
- 그레타 스카치 - 아그네스 역
- 다니엘 크레이그 - 제임스 역
- 스티븐 딜레인 - 크롤리 박사 역
- 발레리 에드몬드 - 비디 역
- 도널 도넬리 - 스위니 역
- 데이빗 월쉬 - 마틴 역
- 레러 로디 - 이몬 역
- 올리비아 카프리 - 줄리아 역
- 샬롯 브래들리 - 소작농 여인 역
- 노엘 오도노반 - 유리 제조인 역
- 키어란 아른 - 교구 목사 역
- 올리버 맥과이어 - 호텔 관리자 역
- 돈 폴리 - 세관공무원 역